# Chaussures en vrac
Chaussures en vrac (en V.O. : Random Shoes)  est le neuvième épisode de la première saison de la série télévisée britannique de science-fiction Torchwood. Il a été diffusé pour la première fois le 10 décembre 2006 sur BBC Three. 

Renversé par une voiture, Eugene Jones est devenu un fantôme que personne ne voit ni n'entend. Obsédé par les extra-terrestres de son vivant, l'enquête sur les circonstances de sa mort est confiée à Gwen Cooper, la femme dont il est amoureux. Cet épisode rappelle dans sa structure un épisode de Doctor Who, L.I.N.D.A : on y explore la vie d'un geek qui parle à la première personne et les personnages principaux de la série, hormis Gwen, semblent secondaires.

## Résumé
Un jeune homme appelé Eugene Jones, percuté par une voiture, se réveille et constate que son esprit est sorti de son corps et qu'il semble être devenu un fantôme. Il ne se rappelle cependant plus des circonstances de l'accident.  L'équipe de Torchwood, qu'il a essayé d'aborder à plusieurs reprises sans succès, arrive sur les lieux et constate le décès. Gwen se charge d'expliquer à la mère d'Eugene que son fils est mort. Elle trouve sur le téléphone portable du jeune homme de 28 ans plusieurs photos de chaussures, ce qui l'intrigue.
La plus grande partie de l'épisode mélange des flashbacks d'Eugene et l'enquête de Gwen - que le fantôme suit partout où elle va - dans le présent. Eugene était un excellent élève très doué en mathématiques, mais il a perdu tous ses moyens lors d'un concours entre écoles, décevant son père qui quitte sa famille la nuit même. Pour le consoler de son échec, le professeur de sciences d'Eugene lui donne un objet ressemblant à un œil en lui affirmant qu'il est d'origine extra-terrestre. À partir de ce moment, le garçon nourrit un intérêt marqué pour les extra-terrestres et collectionne les objets en rapport, tentant plusieurs fois d'entrer en contact avec Torchwood.
L'enchaînement des évènements conduisant à la mort d'Eugene commence avec la mise aux enchères de l'œil sur eBay. Au début, personne ne fait d'offre, mais les enchères augmentent peu à peu jusqu'à exploser et atteindre 15 000 £ ; Eugene pense alors que l'ancien propriétaire alien de l'œil cherche à le récupérer. Finalement, l'enchère la plus élevée se monte à 15 005,50 £. Eugene contacte l'acheteur et ils se donnent rendez-vous dans un restaurant situé près du lieu de l'accident. Il s'avère finalement que les acheteurs sont Gary, un collègue de travail, et Josh, qui travaille dans un magasin de location de DVD. Ils ont d'abord enchéri faiblement pour faire plaisir à Eugene puis, après qu'un collectionneur ait proposé 15 000 £, ont surenchéri dans l'idée de prendre l'œil à Eugene et de le revendre très cher à leur tour. Comprenant qu'il a été joué, Eugene prend des photos des chaussures de Gary, Josh et de la serveuse du restaurant au cas où, puis avale l'œil et se sauve en courant. Il échappe à ses amis mais ne fait pas attention au trafic routier et est percuté par une voiture. 
Gwen apprend que le père d'Eugene travaille tout près comme mécanicien et va l'avertir de la mort de son fils. Toute la famille du jeune homme se rend à la cérémonie. Gwen a récupéré l'œil pour Torchwood. Comme elle va traverser la route sans se rendre compte qu'une voiture lui fonce dessus, Eugene retrouve subitement une forme corporelle et la pousse sur le côté pour lui sauver la vie, à la stupéfaction de sa famille et des membres de Torchwood. Après un dernier regard vers ses proches, il s'élève dans le ciel puis disparaît.

## Continuité
- On revoit la main du Docteur conservée dans un bocal.
- On peut voir l'affiche du film fictif " Acid Burn " dans le magasin de location de vidéos exactement comme celui de l'épisode " Les Anges Pleureurs " de la saison 3 de Doctor Who.
- On peut voir la trace d'Eugene sur certaines photos mise en ligne sur le vrai-faux site de l'institut Torchwood[2].
- Dans l'épisode Cadeaux grecs, Mary expliquait qu'il y avait des collectionneurs d'objets aliens qui connaissaient l'existence de Torchwood. On peut supposer qu'Eugène en est un.

## Musique
- La chanson Starman par David Bowie (lorsque le jeune Eugene rêve d'extraterrestre).
- Hope There’s Someone par Antony and the Johnsons (lorsqu'Eugene s'évanouit face à sa propre autopsie).
- Le père d'Eugene chante Danny Boy lors des funérailles.